# Leo Coehorst
Leo Coehorst (Tilburg, 24 juli 1938) was een Nederlands wegwielrenner, die beroeps was tussen 1961 en 1969.

## Wielerloopbaan
Coehorst behaalde geen professionele overwinningen, maar reed in 1962 wel de Vuelta uit.

## Grote rondes
Eindklasseringen in grote rondes, met tussen haakjes het aantal etappeoverwinningen.
| Jaar | Ronde van Italië | Ronde van Frankrijk | Ronde van Spanje |
| ---- | ---------------- | ------------------- | ---------------- |
| 1962 |                  |                     | 42e              |
| 1964 |                  |                     | opgave           |